# Dallas Seavey
Dallas Seavey, né le 4 mars 1987 né dans l'État de Virginie et habitant à Willow en Alaska , est un musher américain. Il est connu pour avoir remporté six fois l'Iditarod Trail Sled Dog Race, une course de 1 757 km en Alaska, en 2012, 2014 et 2015, 2016, 2021 et 2024, devenant le recordman du nombre de victoire dans cette course.
Il a également remporté en 2011 la Yukon Quest réputée pour être la course la plus difficile au monde, course de 1 648 km entre Whitehorse et Fairbanks qu'il a gagnée en 10 jours, 12 heures et 59 minutes.
Son père, Mitch Seavey (en), et son grand-père sont également mushers, son père ayant remporté trois fois l'Iditarod.

## Vainqueur de l'Iditarod
À 25 ans, Dallas Seavey est devenu le plus jeune meneur de chien à gagner l'Iditarod, remportant l'édition 2012 en 9 jours, 4 heures, 29 minutes, 26 secondes,. Il est le fils de Mitch Seavey (en) qui a remporté deux fois l'Iditarod également, en 2004 et en 2013. Son grand-père, Dan Seavey, a aussi concouru dans l'Iditarod, ayant terminé les courses de 1973 et 1974 (les deux premières éditions), ainsi que celles de 1997 et de 2012,.
En 2014, Dallas Seavey a remporté son second Iditarod, avec moins de deux minutes d'avance sur la deuxième Aliy Zirkle, avec le record de rapidité de 8 jours, 13 heures, 4 minutes et 19 secondes. Le record de Seavey en 2014 remplace le précédent de John Baker (en) avec plus de cinq heures.
Il gagne la course en 2015, puis de nouveau en 2016 pour la troisième année consécutive 
En 2017, il finit deuxième, derrière son père, Mitch Seavey, qui a 57 ans est le plus vieux vainqueur de cette course. Mais plusieurs chiens de Dallas Seavey sont contrôlé positifs au tramadol, un antalgique. Il nie en être responsable et crie à un acte de malveillance. Sa victoire est néanmoins confirmée, le règlement de l'Iditarod indiquant qu'il doit être prouvé que c'est le musher ou son entourage qui a dopé ses chiens. 

## Télévision
Dallas Seavey est apparu à la télévision dans deux saisons de Man VS. Alaska,.